# نورما تالمادج

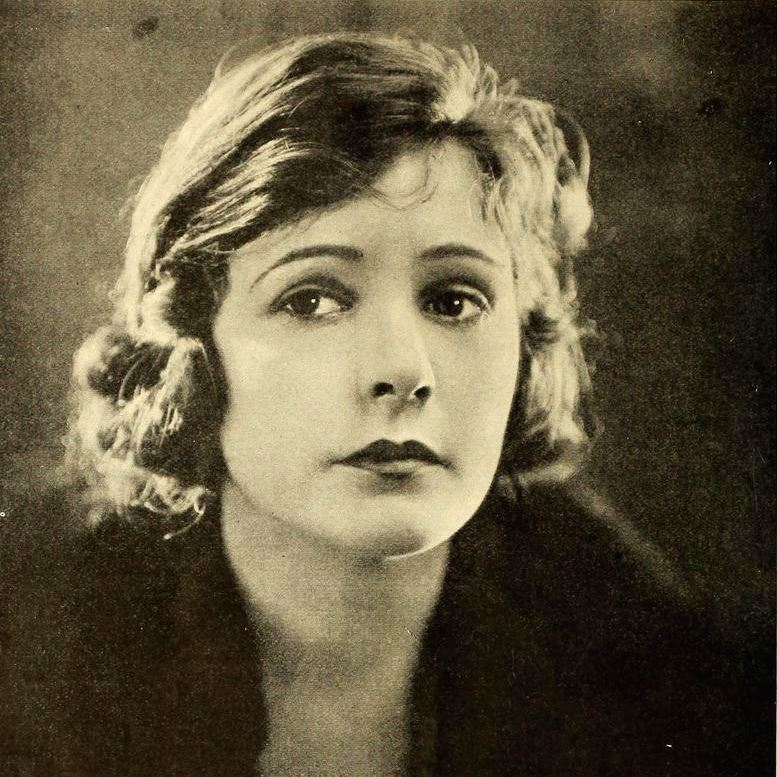
نورما تالمادج

نورما تالمادج (بالإنجليزية: Norma Talmadge) (2 مايو 1894 - 24 ديسمبر 1957) ممثلة ومنتجة أفلام أمريكية إشتهرت في عصر السينما الصامتة.

## روابط خارجية
- نورما تالمادج على موقع IMDb (الإنجليزية)
- نورما تالمادج على موقع ألو سيني (الفرنسية)
- نورما تالمادج على موقع تيرنر كلاسيك موفيز (الإنجليزية)
- نورما تالمادج على موقع أول موفي (الإنجليزية)
- نورما تالمادج على موقع قاعدة بيانات الأفلام السويدية (السويدية)
- نورما تالمادج على موقع إن إن دي بي (الإنجليزية)
- نورما تالمادج على موقع قاعدة بيانات الفيلم (الإنجليزية)
- نورما تالمادج على موقع كينوبويسك (الروسية)